# Akifumi Shimoda
Akifumi Shimoda (jap. 下田昭文 Shimoda Afikumi) (ur. 11 września 1984 w Sapporo) – japoński bokser, były zawodowy mistrz świata wagi junior piórkowej (do 122 funtów) organizacji WBA.
Karierę zawodową rozpoczął 18 stycznia 2003. Do sierpnia 2010 stoczył 25 walk, z których 22 wygrał, 2 przegrał i 1 zremisował.
W tym okresie zdobył tytuł mistrza Japonii oraz organizacji OPBF w wadze junior piórkowej.
3 stycznia 2011 w Tokio stoczył pojedynek z rodakiem Lee Ryol-li o tytułu mistrza świata organizacji WBA w wadze junior piórkowej. Po pojedynku, w którym obydwaj byli liczeni, Lee w trzeciej, piątej i ósmej a Shimoda w trzeciej rundzie, wygrał jednogłośnie na punkty i został nowym mistrzem. Już przy pierwszej obronie tytułu, 9 lipca, przegrał z Amerykaninem Rico Ramosem przez nokaut w siódmej rundzie, chociaż do czasu przerwania walki prowadził na punkty.